# Vodice
Vodice so naselje z okoli 1.750 prebivalci na južnem robu Kranjskega polja in sedež istoimenske občine. Ležijo ob gorenjski avtocesti Ljubljana - Podtabor, z avtobusnimi linijami so povezane tako s Kranjem (Alpetour), Ljubljano z  integrirano linijo št. 60 ter Medvodami z integrirano linijo št. 30.

## Zgodovina kraja
Kraj se prvič omenja že v 11. stoletju, župnijska cerkev sv. Marjete pa 1118. V listini z datumom 16.12.1257 se cerkev sv. Marjete omenja kot vodiška fara. Ljudska šola je bila ustanovljena 1854. Leta 1871 so podrli taborsko obzidje okrog baročne cerkve, ki se je ohranila vse do potresa leta 1895. Ob potresu je bila tako močno poškodovana, da so jo morali porušiti in postaviti novo. Kraj se je prvotno imenoval Sv. Marjeta v gozdu. Vodice so samostojna občina od 1995.

## Druge zanimivosti
Leta 1913 so Vodice slovele daleč  okoli zaradi Vodiške Johance. Ljudje so množično romali v ta kraj, da bi videli čudežno krvavitev. Po razkrinkanju potegavščine so njo in župnika sodno preganjali.
Leta 1932 so Vodice dobile v bližnji opekarni lastno elektrarno. Od tega leta pa so znane tudi po peki prest, kar se je ohranilo vse do danes.
Leta 1955 je bila zgrajena tudi 40-metrska smučarska skakalnica. Skozi naselje tradicionalno poteka tudi kolesarski maraton Franja.

## Izvor krajevnega imena
Krajevno ime je verjetno izpeljano iz besede vodíca, manjšalnice od vôda, pri čemer obstajata dve imenotvorni možnosti. Ime je lahko izvorno mestnik ednine Vodícě s prvotnim pomenom 'pri vodici' in je prešlo v množinsko sklanjatev, ali pa je že od vsega začetka množinsko, kar bi kazalo na več manjših vodnih izvirov. V arhivskih zapisih se kraj omenja okoli leta 1118 v zapisu in plebe sancte Margarete virginis, leta 1257 kot Wodiz in 1265 Woditç. 